# 274 Філагорія
274 Філагорія (274 Philagoria) — астероїд головного поясу, відкритий 3 квітня 1888 року Йоганном Палізою у Відні.